# Neem Karoli Baba

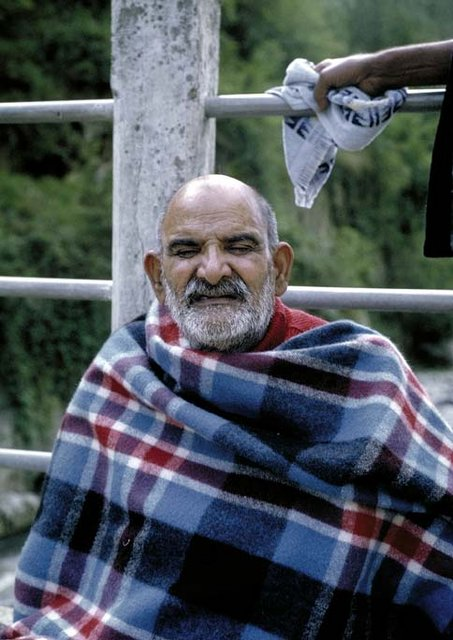
Neem Karoli Baba

Neem Karoli Baba oder Neem Karori Baba (bürgerlicher Name Lakshmi Narayan Sharma; * in Akbarpur, Uttar Pradesh; † 11. September 1973 in Vrindavan) war ein indischer Meister, der besonders den Gott Hanuman verehrte; das Rezitieren der Hymne Hanuman Chalisa gehört für seine Schüler somit zur religiösen Praxis. Für seine Anhänger, die ihn „Maharajji“ nennen, gilt er als einer der großen Heiligen Indiens im 20. Jahrhundert. Neem Karoli Baba war der Guru von Ram Dass (Richard Alpert) und wurde berühmt durch dessen Werk Be Here Now (Sei jetzt hier), das ein wichtiges Buch für die Hippie-Bewegung wurde. 

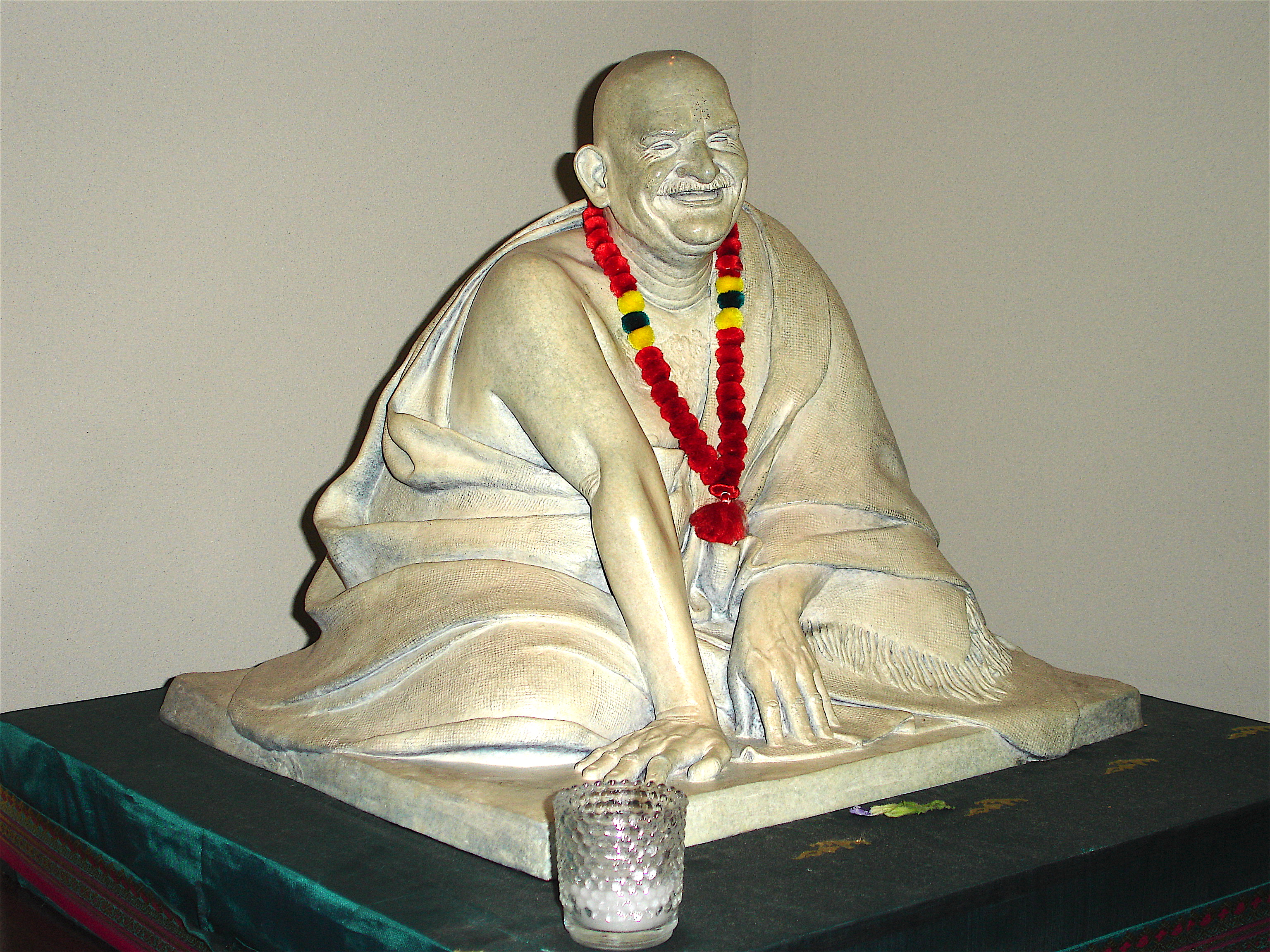
Neem-Karoli-Baba-Skulptur im Omega Institute for Holistic Studies in Rhineback, New York

Schüler des Neem Karoli Baba waren unter anderem der Sänger Bhagavan Das, der Autor und Meditationslehrer Lama Surya Das und die Musiker Jai Uttal und Krishna Das. Von seiner Lehre beeinflusst wurden u. a. Steve Jobs, Mark Zuckerberg und Julia Roberts. In Deutschland befindet sich ein Ashram des Neem Karoli Baba in Ulm.